# Кожистая черепаха
Ко́жистая черепа́ха, или лут (лат. Dermochelys coriacea) — единственный современный вид из семейства кожистых черепах (Dermochelyidae). Это самые крупные современные черепахи: у крупнейшего измеренного экземпляра полная длина тела составляла 2,6 м, размах передних ласт — 2,5 м, а масса 916 кг. По другим данным, длина тела этих черепах достигает 2,5 метров, размах передних ласт — 5 м, а масса — 600 кг.

## Описание
Со времён триаса эволюция этих животных шла по отдельному пути, поэтому они значительно отличаются от других черепах. Панцирь их не связан со скелетом и состоит из маленьких костных пластинок, соединённых между собой, наиболее крупные из которых формируют продольные гребни. Роговых щитков нет, панцирь покрыт плотной кожей, возможно, образованной сросшимися роговыми щитками. Средняя плотность тела примерно совпадает с плотностью морской воды.
Кожистая черепаха питается медузами, гребневиками, ракообразными, головоногими моллюсками, трепангами, молодью рыб. Она распространена во всех тропических морях, иногда заплывает в воды умеренных и даже северных широт. Мясо съедобно, хотя известны случаи отравления им.
Кожистые черепахи откладывают яйца раз в 1—3 года. В сезон размножения может быть от 4 до 7 кладок по 100 яиц в каждой. Перерыв между кладками — около 10 дней. На берег выходят только ночью. Они роют целые колодцы, глубина которых достигает 100—120 см. Опустив в этот колодец заднюю часть тела, самка откладывает две группы яиц — обычные и мелкие (неоплодотворённые). Засыпав гнездо, самка плотно утрамбовывает песок ластами. Мелкие яйца при этом лопаются, увеличивая гнездовое пространство. Черепашата, выбравшись из гнезда, ползут по песку, вращая ластами, как при плавании.

## Систематика
- Семейство Кожистые черепахи (Dermochelyidae Fitzinger, 1843)[7][8]
  - Род Кожистые черепахи (Dermochelys Blainville, 1816)
    - Вид Кожистая черепаха (Dermochelys coriacea (Vandelli, 1761))